# Antonio di Anghiari

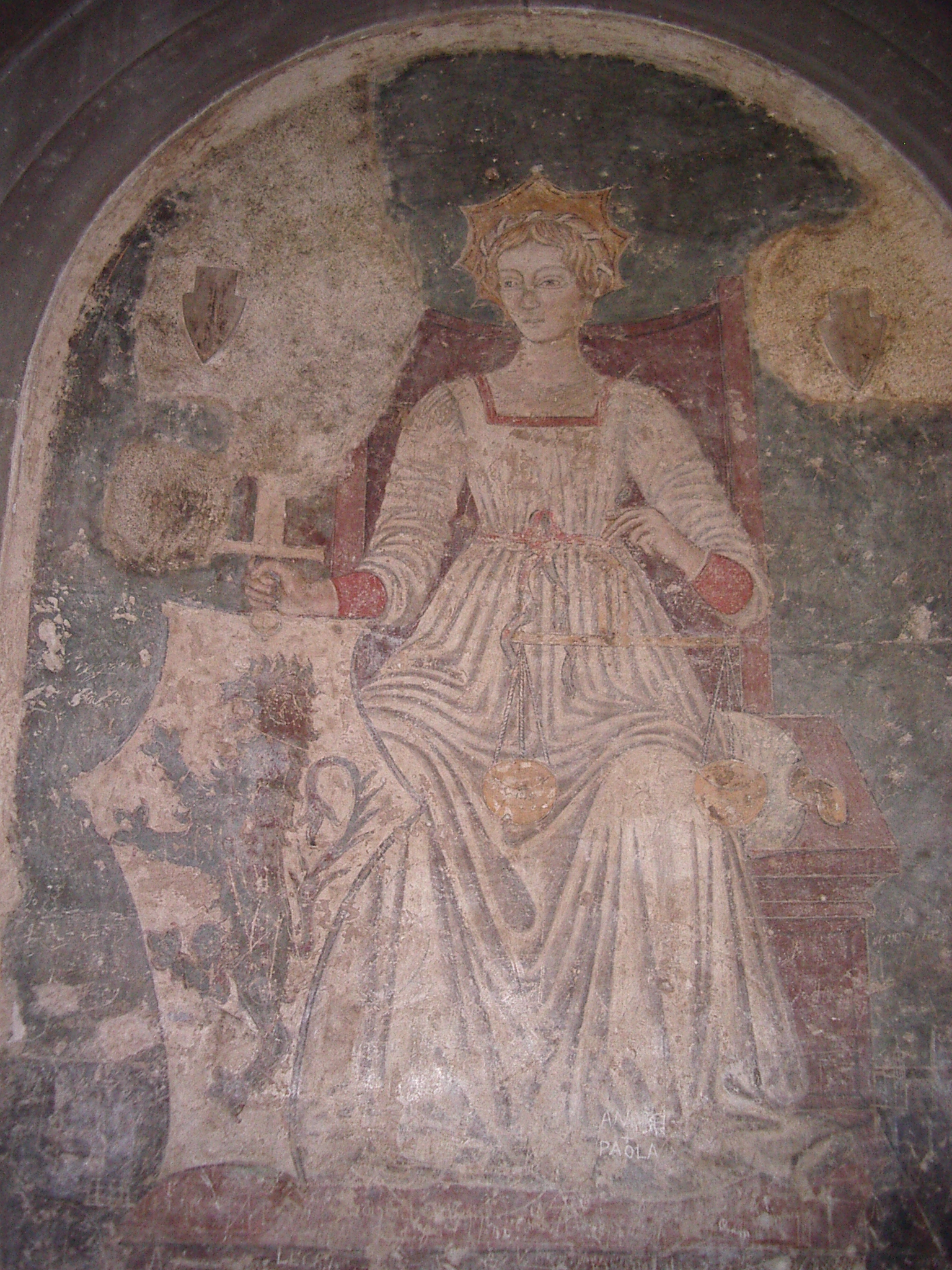
La Justice (1460), fresque, Palazzo Pretorio, Anghiari.

Antonio di Anghiari, Antonio d'Anghiari ou encore Maestro Antonio né à Anghiari en Toscane à une date inconnue, est un artisan-peintre d'enseignes du début du XVe siècle, qualifié de ritardato pittorello goticheggiante par l'historien de l'art Roberto Longhi pour son style encore gothique dans cette époque du début de la Renaissance.

## Biographie
Antonio di Anghiari était expert dans l’art de préparer les teintures, artiste à tout faire, il décorait des murs, teignait des étoffes, peignait sur les étendards et les blasons pour les seigneurs et les évêques de la région. Il avait un atelier à Borgo Sansepolcro (Toscane) comme l'atteste un paiement du 27 mai 1430 pour deux insignes du gouverneur sur les deux portes de la ville. Il y était associé avec un cordonnier qui préparait les hampes pour fixer les étendards par des bandes de cuir. Son nom est Piero di Benedetto de Franceschi, et il confia à Antonio, dans les années 1430, son fils Piero en apprentissage, qui deviendra  le célèbre Piero della Francesca. Ce dernier  apprit les premiers rudiments de la peinture et fut même un temps son assistant, lien attesté par un document sur le paiement du 21 octobre 1436 se rapportant à une commande de blasons et d’étendards des gouverneurs papaux pour les portes et les tours de Borgo San Sepolcro, sur lequel, à côté du nom d’Antonio d'Anghiari, figure celui de Piero della Francesca.
Comme l'atteste aussi un document, Antonio d’Anghiari fut commissionné en 1430 pour un retable de l'église San Francesco à Borgo Sansepolcro, mais ce travail ne fut pas réalisé par lui mais par Sassetta sept ans plus tard.

## Œuvres
- La Justice (1460),  fresque, Palazzo Pretorio, Anghiari.
- Fresque  de Falcigiano,  musée civique de Sansepolcro

## Sources